# Per me (programma televisivo)
Per me è un programma televisivo italiano in onda dal 2022 su Rai 2 con la conduzione di Samanta Togni e Filippo Magnini.

## Il programma
Il programma offre consigli su come trascorrere il tempo libero. Un invito a tutte le persone di prendersi, a qualsiasi età, cura del proprio corpo, svolgendo regolarmente attività fisica.

## Edizioni
| Edizione | Inizio           | Fine            | Conduttori    | Conduttori      | Puntate |
| -------- | ---------------- | --------------- | ------------- | --------------- | ------- |
| 1ª       | 14 maggio 2022   | 2 luglio 2022   | Samanta Togni | Filippo Magnini | 8       |
| 2ª       | 19 novembre 2022 | 4 febbraio 2023 | Samanta Togni | Filippo Magnini | 12      |
| 3ª       | 15 aprile 2023   | 29 aprile 2023  | Samanta Togni | Filippo Magnini | 8       |